# Римский клуб
Ри́мский клуб — международная общественная организация (аналитический центр), созданная итальянским промышленником Аурелио Печчеи (который стал его первым президентом) и генеральным директором по вопросам науки ОЭСР Александром Кингом 6—7 апреля 1968 года, объединяющая представителей мировой политической, финансовой, культурной и научной элиты. Организация внесла значительный вклад в изучение перспектив развития биосферы и пропаганду идеи гармонизации отношений человека и природы.
Одной из главных своих задач Римский клуб изначально считал привлечение внимания мировой общественности к глобальным проблемам посредством своих докладов. Заказ Клуба на доклады определяет только тему и гарантирует финансирование научных исследований, но ни в коем случае не влияет ни на ход работы, ни на её результаты и выводы; авторы докладов, в том числе и те из них, кто входит в число членов Клуба, пользуются полной свободой и независимостью. Получив готовый доклад, Клуб рассматривает и утверждает его, как правило, в ходе ежегодной конференции, нередко в присутствии широкой публики — представителей общественности, науки, политических деятелей, прессы, — а затем занимается распространением результатов исследования, публикуя доклады и проводя их обсуждение в разных аудиториях и странах мира.

## Исследования
Римский клуб организует крупномасштабные исследования по широкому кругу вопросов, но в основном в социально-экономической области.
Деятельность Римского клуба включает в себя широкий спектр конкретно-научных разработок, послуживших толчком к возникновению такого нового направления научных исследований, как глобальное моделирование, глобальные проблемы, общефилософские рассуждения о бытии человека в современном мире, ценностях жизни и перспективах развития человечества. Работы в сфере глобального моделирования, построение первых компьютерных моделей мира, критика негативных тенденций западной цивилизации, развенчание технократического мифа об экономическом росте как наиболее эффективном средстве решения всех проблем, поиск путей гуманизации человека и мира, осуждение гонки вооружений, призыв к мировой общественности объединить усилия, прекратить межнациональные распри, сохранить окружающую среду, повысить благосостояние людей и улучшить качество жизни — всё это составляет позитивные стороны деятельности Римского клуба, привлекшие к себе внимание прогрессивных учёных, политиков, государственных деятелей.
Теоретические исследования представителей Римского клуба так же, как и методология исследований, используются в различных науках.
Практические рекомендации учитываются при планировании социально-экономического развития отдельных стран, отраслей промышленности, корпораций и фирм.

## Членство в клубе
Членство в Римском клубе ограничено (100 человек). «Как правило, члены правительств не могут одновременно быть членами Римского клуба».
Ни один из участников Римского клуба не представляет какую-либо государственную организацию и не отображает какой-нибудь один — идеологический, политический или национальный — взгляд.

## История
Римский клуб положил начало исследовательским работам по проблемам, названным «Глобальной проблематикой». Для ответа на поставленные клубом вопросы ряд выдающихся ученых создали серию «Докладов Римскому клубу» под общим названием «Трудности человечества». Прогнозы перспектив развития мира составлялись по компьютерным моделям, а полученные результаты были опубликованы и обсуждались во всем мире.
У истоков глобального моделирования динамики развития социума планетарного масштаба стояли Хасан Озбекхан, Эрих Янч и Александр Христакис, разработавшие математическую модель развития цивилизации по заказу Аурелио Печчеи и Александра Кинга. Нулевую глобальную математическую компьютерную модель развития мира создал американский философ и математик турецкого происхождения Хасан Озбекхан.
В начале 1970-х годов по предложению Клуба Джей Форрестер применил разработанную им методику моделирования на ЭВМ к мировой проблематике. Результаты исследования были опубликованы в книге «Мировая динамика» (1971), в ней говорилось, что дальнейшее развитие человечества на физически ограниченной планете Земля приведёт к экологической катастрофе в 2020-х годах. Проект Денниса Медоуза «Пределы роста» (1972) — первый доклад Римскому клубу, завершил исследование Форрестера. Но метод «системной динамики», предложенный Медоузом, не годился для работы с региональной мировой моделью, поэтому модель Медоуза вызвала ожесточенную критику. Тем не менее, модели Форрестера — Медоуза был придан статус первого отчёта Римского Клуба. Доклад «Пределы роста» положил начало целому ряду докладов Клуба, в которых получили глубокую разработку вопросы, связанные с экономическим ростом, развитием, обучением, последствиями применения новых технологий, глобальным мышлением.
В 1974 году вышел второй доклад Клуба. Его возглавили члены Римского клуба М. Месарович и Э. Пестель. «Человечество на перепутье» предложило концепцию «органического роста», согласно которой каждый регион мира должен выполнять свою особую функцию, подобно клетке живого организма. Концепция «органического роста» была всецело принята Римским клубом и до сих пор остаётся одной из основных отстаиваемых им идей.
Модели Медоуза — Форрестера и Мессаровича — Пестеля заложили основу идеи ограничения потребления ресурсов за счёт так называемых промышленно слаборазвитых стран. Предложенная учёными методика была востребована правительством США для прогнозирования и соответственно активного воздействия на процессы, происходящие в мире.
Следующая работа членов Клуба, посвящённая мировой системе — это доклад Я. Тинбергена «Пересмотр международного порядка» (1976). Он существенно отличается от предыдущих работ. Тинберген представил в своем докладе проект перестройки структуры мировой экономики. Им выдвигались конкретные рекомендации, касающиеся принципов поведения и деятельности, основных направлений политики, создания новых или реорганизации существующих институтов, чтобы обеспечить условия для более устойчивого развития мировой системы.
Важную роль из числа докладов Клубу играет работа президента Клуба А. Печчеи «Человеческие качества» (1980). Печчеи предлагает шесть, как он называет, «стартовых» целей, которые связаны с «внешними пределами» планеты, «внутренними пределами» самого человека, культурным наследием народов, формированием мирового сообщества, охраной окружающей среды и реорганизацией производственной системы. Человек в своей деятельности должен исходить из возможностей окружающей его природы, не доводя их до крайних пределов. Центральная идея этого доклада состоит во «внутренних пределах», то есть в совершенствовании человека, раскрытии его новых потенциальных возможностей. Как пишет автор: «Надо было сделать так, чтобы как можно больше людей смогли совершить этот резкий скачок в своем понимании действительности».
Особое место среди докладов Римскому клубу занимает доклад Эдуарда Пестеля «За пределами роста» (1987), посвящённый памяти Аурелио Печчеи. В нём обсуждаются актуальные проблемы «органического роста» и перспективы их решения в глобальном контексте, учитывающем достижения науки и техники, включая как микроэлектронику, биотехнологию, ядерную энергетику, так и международную обстановку. «Только выработав общую точку зрения по этим фундаментальным вопросам — а сделать это должны прежде всего богатые и сильные страны, — можно найти верную стратегию перехода к органическому росту, которую и передать потом своим партнерам на подсистемном уровне. Только тогда можно будет управлять мировой системой и управлять надёжно».
Доклад Пестеля подводит итоги пятнадцатилетним дебатам о пределах роста и делает вывод о том, что вопрос заключается не в росте как таковом, а в качестве роста.
В 1991 году впервые появляется доклад от имени самого Римского клуба, написанный его президентом Александром Кингом и генеральным секретарём Бертраном Шнайдером — «Первая глобальная революция». Подводя итоги своей двадцатипятилетней деятельности, Совет Клуба снова и снова обращается к произошедшим в последнее время в мире переменам и даёт характеристику нынешнего состояния глобальной проблематики в контексте новой ситуации в международных отношениях, возникших после окончания долгого противостояния Востока и Запада; новой экономической ситуации, складывающейся в результате создания новых блоков, появления новых геостратегических сил; новых приоритетов в таких глобальных проблемах, как народонаселение, окружающая среда, ресурсы, энергетика, технология, финансы и т. д. Авторы доклада провели системный анализ деятельности Римского клуба, обобщили материалы докладов, представленных клубом, проделали громадную исследовательскую работу и на этой основе предложили программу действий для решения мировой проблематики. Это наиболее весомый труд, описывающий основные направления деятельности Римского клуба.
В 1997 году вышел очередной доклад Римского клуба «Фактор четыре. Затрат — половина, отдача — двойная», который подготовили Э. Вайцзеккер, Э. Ловинс и Л. Ловинс. Целью этой работы стало решить вопросы, поставленные в предыдущих работах Римского клуба и прежде всего в первом докладе «Пределы роста». Основная идея этого доклада вызвала небывалый интерес во всём мире. Её суть состоит в том, что современная цивилизация достигла уровня развития, на котором рост производства фактически во всех отраслях хозяйства способен осуществляться в условиях прогрессирующей экономики без привлечения дополнительных ресурсов и энергии. Человечество «может жить в два раза богаче, расходуя лишь половину ресурсов».

## Современность
В начале 2008 года международный секретариат Римского клуба передислоцирован из Гамбурга (Германия) в Винтертур (Швейцария, кантон Цюрих). Римский клуб в настоящее время продолжает исследования современного состояния мира, в котором произошли фундаментальные перемены, особенно в геополитике. Стоит также помнить о том, что экологическая ситуация на планете продолжает ухудшаться. В тесном сотрудничестве с множеством научных и образовательных организаций Римский клуб в мае 2008 года разработал новую трехгодичную программу «Новый путь мирового развития» (англ. A New Path for World Development), в которой обозначены основные направления деятельности до 2012 года.

## Римский клуб в России
В 1989 году в СССР была создана Ассоциация содействия Римскому клубу. После 1991 года она реформировалась в Российскую ассоциацию содействия Римскому клубу и действует под эгидой Международного научно-исследовательского института проблем управления. До 2003 года ее президентом был академик Д. М. Гвишиани, в настоящее время ее возглавляет профессор С. А. Камионский.
В разное время действительными членами клуба были академики РАН Д. М. Гвишиани, Е. К. Фёдоров, Е. М. Примаков, А. А. Логунов, В. А. Садовничий, писатель Ч. Т. Айтматов. Почётными членами являлись М. С. Горбачёв и Б. Е. Патон.
До 2012 года Россию в Римском клубе в качестве действительного члена представлял профессор С. П. Капица.
29—30 мая 2000 года впервые в России прошла конференция Римского клуба на тему «Устойчивое будущее России?!», организаторами которой стали Римский клуб — Европейский центр поддержки (Вена, Австрия), Институт Клауса Штайльманна (Бохум, Германия) и МГУ им. М. В. Ломоносова.
1 октября 2020 года Ю. Н. Саямов был избран действительным членом Римского Клуба. После того, как ушёл из жизни Сергей Петрович Капица, в Римском Клубе не было представителей России, живущих непосредственно в стране. По мнению Юрия Николаевича, его присутствие в Римском клубе свидетельствует об определённом уровне глобальных исследований и достигнутых факультетом глобальных процессов и МГУ имени М. В. Ломоносова в целом.

## Президенты
- 1969—1984 Аурелио Печчеи
- 1984—1990 Александр Кинг
- 1990—2000 Рикардо Диес-Хохлайтнер
- 2000—2006 Эль Хасан ибн Талал
- Сопредседатели с сентября 2007 года: Ашок Хосла, Эберхард фон Кербер
- Сопредседатели с 2012 года: Эрнст Ульрих фон Вайцзеккер, Андерс Вийкман
- Сопредседатели с 2018 года: Сандрин Диксон-Деклёв, Мамфела Рамфеле

## Доклады
Римский клуб регулярно публикует доклады по актуальным глобальным проблемам.
- 1972 — «Пределы роста» («The Limits to Growth»), Деннис Медоуз и др.
- 1974/75 — «Человечество у поворотного пункта» («Mankind at the Turning Point»), Михайло Месарович и Эдуард Пестель
- 1976 — «Пересмотр международного порядка» («Reshaping the International Order»), Ян Тинберген
- 1977 — «Цели для человечества» («Goals for Mankind»), Эрвин Ласло и др.
- 1978 — «За пределами века расточительства» («Beyond the Age of Waste»), Денис Гарбор и др.
- 1978/79 — «Энергия: обратный счет» («Energy: The Countdown»), Тьерри де Монбриаль
- 1978/79 — «Нет пределов обучению» («No Limits to Learning»), Дж. Боткин, Э. Эльманджра, М. Малица
- 1980 — «Третий мир: три четверти мира» («Tiers-Monde: Trois Quarts du Monde»), Морис Гернье
- 1980 — «Путеводители в будущее: к более эффективным обществам» («Road maps to the future — towards more effective societies»), Богдан Гаврилишин
- 1980 — «Диалог о богатстве и благосостоянии: Альтернативный взгляд на формирование мирового капитала» («Dialogue on Wealth and Welfare: An Alternative View of World Capital Formation»), Орио Джириани
- 1981 — «Императивы сотрудничества Севера и Юга» («L’impératif de coopération nord / sud»), Жан, Сен-Жур
- 1982 — «Микроэлектроника и общество» («Microelectronics and Society»), Г. Фридрихс, А. Шафф
- 1984 — «Третий мир способен себя прокормить» («Le tiers monde peut se nourrir»), Рене Ленуар
- 1986 — «Будущее Океанов» («The Future of the Oceans»), Элизабет Манн-Боргезе
- 1988 — «Революция босоногих» («The Barefoot revolution»), Бертран Шнайдер
- 1989/93 — «Пределы определенности» («The Limits to Certainty»), Орио Джарини и Вальтер Штахель
- 1989 — «За пределами роста» («Beyond the Limit to Growth»), Эдуард Пестель
- 1989 — «Африка, победившая голод» («Africa Beyond Famine»), Аклилу Лемма и Пентти Маляска
- 1991 — «Первая глобальная революция» («The First Global Revolution»), Александр Кинг и Бертран Шнайдер
- 1994/2001 — «Способность управлять» («The Capacity To Govern»), Иезекииль Дрор
- 1995 — «Скандал и позор: бедность и экономическая отсталость» («The Scandal And The Shame: Poverty And Underdevelopment»), Бертран Шнайдер
- 1995 — «Считаться с природой» («Taking Nature into Account»), Ван Дирен
- 1995/96/97/98 — «Фактор четыре: Затрат — половина, отдача — двойная» («Factor Four: Doubling Wealth, Halving Resource Use»), Вайцзеккер Э., Ловинс Э., Ловинс Л.
- 1997/98 — «Пределы социальной стабильности: конфликт и взаимопонимание в плюралистическом обществе» («The Limits to Social Cohesion: Conflict & Mediation in Pluralist Societies»), Питер Бергер
- 1996/98 — «Дилемма занятости и будущее работы» («The Employment Dilemma and the Future of Work»), Джиарини Орио и Лидтке Патрик
- 1998 — «Океанический цикл: Использование морей как глобального ресурса» («The Oceanic Circle: Governing the Seas as a Global Resource»), Элизабет Манн-Боргезе
- 1998 — «Сеть: Как изменят нашу жизнь новые медиа» («La Red: Cómo cambiaran nuestras vidas los nuevos medios de comunicación»), Цебриан Хуан Луиз
- 2000 — «Человечность побеждает» («Menschlichkeit gewinnt»), Мон Рейнхард
- 2002 — «Искусство мыслить связно» («The Art of Interconnected Thinking»), Frederic Vester
- 2003 — «Двойная спираль обучения и работы» («The Double Helix of Learning and Work»), Орио Джиарини и Мирча Малица
- 2004 — «Пределы роста: 30 лет спустя» («The Limits to Growth: The 30-year Update»), Д.Медоуз и др.
- 2005 — «Пределы приватизации: как избежать чрезмерности хорошего?» («Limits to Privatization: How to Avoid Too Much of a Good Thing»), Эрнст Ульрих фон Вайцзеккер и др.
- 2006 — «Очерк теории роста человечества: Демографическая революция и информационное общество» («Global Population Blow-Up and After: The demogrphic Revolution And Information Society»), С. П. Капица
- 2009/10 — «Голубая экономика: 10 лет, 100 инноваций, 100 миллионов рабочих мест» («The Blue Economy: 10 Years, 100 Innovations, 100 Million Jobs»), Gunter Pauli
- 2010 — «Фактор пять: Трансформация глобальной экономики через повышение эффективности использования ресурсов» («Factor Five: Transforming the Global Economy through 80 % Improvements in Resource Productivity»), Ernst Ulrich von Weizsäcker, Charlie Hargroves, Michael H. Smith, Cheryl Desha, Peter Stasinopoulos Earthscan
- 2012 — «Разорение природы: Отрицание планетарных границ» («Bankrupting Nature: Denying Our Planetary Boundaries»), Anders Wijkman и Johan Rockström
- 2012 — «2052: Глобальный прогноз на ближайшие сорок лет» (2052: A Global Forecast for the Next Forty Years), Йорген Рандерс
- 2014 — «Извлечённые: Как добыча полезных ископаемых грабит планету» («Extracted: How the Quest for Mineral Wealth is Plundering the Planet»), Ugo Bardi
- 2015 — «Изменяя историю, изменяем будущее: Живая экономика для живой Земли» («Change the Story, Change the Future: A Living Economy for a Living Earth»), David Korten
- 2015 — «На краю: состояние и судьба тропических лесов планеты» («On the Edge: The State and Fate of the World’s Tropical Rainforests»), Claude Martin
- 2015 — «Выбирая наше будущее: альтернативы развития» («To Choose Our Future: Development Alternatives»), Ashok Khosla
- 2016 — «Процветание по-новому: Управление экономическим ростом для сокращения безработицы, неравенства и изменений климата» («Reinventing Prosperity: Managing Economic Growth to Reduce Unemployment, Inequality and Climate Change»), Graeme Maxton и Йорген Рандерс
- 2017 — «The Seneca Effect», Ugo Bardi
- 2017 — «Come On! Капитализм, близорукость, население и разрушение планеты» («Come On!: Capitalism, Short-termism, Population and the Destruction of the Planet»), Эрнст фон Вайцзеккер и Андерс Вийкман
- 2018 — «A Finer Future: Creating an Economy in Service to Life», L. Hunter Lovins, Stewart Wallis, Anders Wijkman and John Fullerton
- 2018 — «Transformation is Feasible — How to Achieve the Sustainable Development Goals within Planetary Boundaries», Jorgen Randers , Johan Rockström , Per Espen Stoknes, Ulrich Golüke , David Collste and Sarah Cornell
- 2019 — «Stewarding Sustainability Transformations: An Emerging Theory and Practice of SDG Implementation», Petra Kuenkel
- 2020 — «Bildung — продолжаем расти» («Bildung — Keep Growing») , Lene Rachel Andersen
- 2021 — «Integral Investing: From Profit to Prosperity», Mariana Bozesan
- 2021 — «The Empty Sea: The Future of the Blue Economy», Ilaria Perissi, Ugo Bardi